# 莫尔拉讷
莫尔拉讷（法語：Morlanne，法語發音：[mɔʁlan]）是法国大西洋比利牛斯省的一个市镇，属于波城区。

## 地理
莫尔拉讷（43°30'47"N, 0°32'3"W）面积12.94 平方千米，位于法国新阿基坦大区大西洋比利牛斯省，该省份为法国东南部省份，涵盖了贝阿恩与北巴斯克，西临大西洋比斯開灣，北至朗德省，东北接热尔省，东临上比利牛斯省，南与西班牙接壤。
与莫尔拉讷接壤的市镇（或旧市镇、城区）包括：波姆斯、阿尔热特、布永、卡斯泰德康多、加罗斯、阿热托班、皮耶特普拉桑克穆斯特鲁。

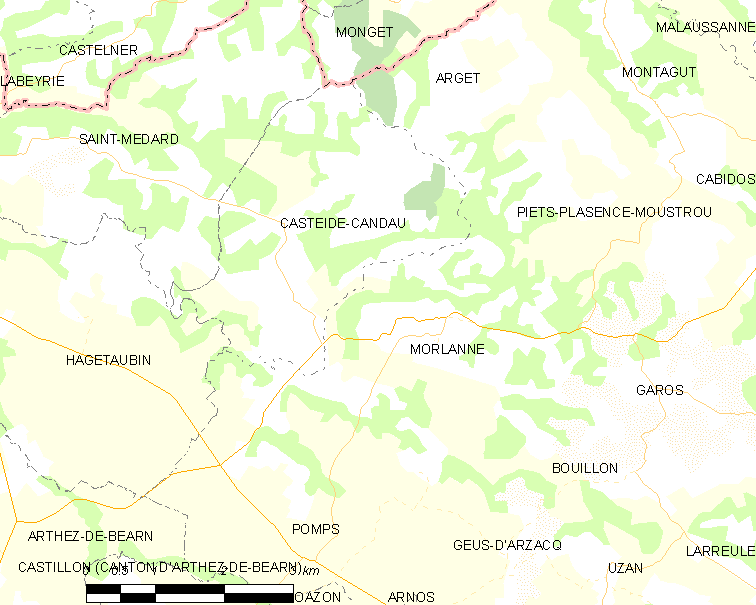
莫尔拉讷的OSM定位图

莫尔拉讷的时区为UTC+01:00、UTC+02:00（夏令时）。

## 行政
莫尔拉讷的邮政编码为64370，INSEE市镇编码为64406。

## 政治
莫尔拉讷所属的省级选区为阿尔蒂克斯和苏贝斯特尔地区县。

## 人口

1962-2008年间莫尔拉讷人口变化图示

莫尔拉讷于2022年1月1日时的人口数量为613人。